# Utricularia recta
Utricularia recta là một loài thực vật ăn thịt thuộc chi Utricularia. Nó có nguồn gốc từ Bhutan, Trung Quốc, Ấn Độ, và Nepal. Một số tác giả - như The Plant List coi loài nà như là phân loài U. scandens subsp. firmula.
U. recta phát triển như là thực vật trên cạn trong các đầm lầy và bãi lầy ở cao độ từ khoảng 1.300 m (4.265 ft) tới 2.900 m (9.514 ft). Nó nguyên thủy được Daniel Oliver mô tả năm 1859 như là một thứ của U. wallichiana Wight,1850. Năm 1968 nó được Krishnaier Subramanyam và Banerjee chuyển thành một thứ của U. scandens. Năm 1986 Peter Taylor nâng cấp nó thành loài độc lập.